# Rakovski
Rakovski (bulharsky Раковски) je město ve středním Bulharsku, v Hornothrácké nížině. Žije tu přibližně 16 tisíc obyvatel.
Jedná se o správní středisko stejnojmenné obštiny v Plovdivské oblasti.

## Historie
Město vzniklo v roce 1966 sloučením tří dědin: General Nikolaevo (dříve Kalıçla sarı), Sekirovo (dříve Baltacilar) a Parčevič (dříve Ali Fakıh). Nejstarší písemné zmínky o Kalıçla sarı pocházejí z roku 1576. Převážnou část obyvatel těchto vsí tvořili paulikiáni, kteří se zde udrželi až do 17. století. V roce 1643 přišli do oblasti katoličtí misionáři a přivedli zdejší křesťanské obyvatele ke katolické víře, která zde byla v období komunistické nadvlády násilně potlačena.

## Obyvatelstvo
K 15. září 2024 ve městě žilo 15 656 obyvatel a bylo zde trvale hlášeno 16 482 obyvatel. Podle sčítání 1. února 2011 bylo národnostní složení následující:
- Bulhaři: 13 019 (92.4 %)
- Romové: 993 (7.0 %)
- Turci: 14 (0.1 %)
- ostatní[p 2]: 60 (0.4 %)